# 1950年のバレーボール
1950年のバレーボール（1950ねんのバレーボール）では、1950年（昭和25年）のバレーボール関連の出来事をまとめる。

## できごと
- ブルガリア・ソフィアにて第2回バレーボール欧州選手権が開催。男女ともソビエト連邦が優勝し、男子は初優勝、女子は2連覇を飾った。

## 国際大会
- 欧州選手権
  - 男子
    - 金メダル： ソビエト連邦
    - 銀メダル： チェコスロバキア
    - 銅メダル： ハンガリー

  - 女子
    - 金メダル： ソビエト連邦
    - 銀メダル： ポーランド
    - 銅メダル： チェコスロバキア

## 国内大会

### 日本
- 全日本総合選手権
  - 男子
    - 決勝：京都一中ク 2-1 嚶鳴ク

  - 女子
    - 決勝：決勝：中村女ク 2-1 鐘紡淀川

## 誕生
- 6月24日 - 米田一典
- 9月2日 - 山崎八重子
- 12月16日 - 西本哲雄